# Суринам на літніх Олімпійських іграх 2020
Суринам на літніх Олімпійських іграх 2020 представляли три спортсмени в трьох видах спорту.

## Спортсмени
| Вид спорту | Чоловіки | Жінки | Загалом |
| ---------- | -------- | ----- | ------- |
| Бадмінтон  | 1        | 0     | 1       |
| Велоспорт  | 1        | 0     | 1       |
| Плавання   | 1        | 0     | 1       |
| Загалом    | 3        | 0     | 3       |